# Həmidə Ömərova
Həmidə Məmməd qızı Ömərova (ur. 25 kwietnia 1957 w Baku) – azerska aktorka.

## Życiorys
Həmidə Ömərova urodziła się 25 kwietnia 1957 roku w Baku. Jej rodzice poznali się podczas studiów na tej samej uczelni. Gdy rozwiedli się w 1960 roku, ojciec ożenił się ponownie i wyjechał do Kazachstanu. Ömərova mieszkała w Baku z matką i babcią. Po ukończeniu szkoły średniej rozpoczęła studia na wydziale filologicznym Uniwersytetu w Baku, ale ich nie ukończyła. W 1975 roku jako jedna z 15 studentów (z 300 starających się) dostała się na studia w Instytucie Kinematografii w Moskwie. Studia ukończyła w 1979 roku. Do 1993 była zatrudniona w Azərbaycanfilm, a w latach 1992–1993 w Azərbaycan Kinematoqrafçılar.
Debiutowała w 1977 roku. Zagrała w ponad 49 filmach. W latach 80. XX wieku była jedną z najbardziej popularnych azerbejdżańskich aktorek. Filmy, w których grała, były wyświetlane głównie w Związku Radzieckim. Film Kaukaz (2007) był pierwszym azerskim filmem nominowanym do Oskara. Po upadku ZSRR przemysł filmowy Azerbejdżanu podupadł. W 1992 roku aktorka wyszła za mąż i urodziła syna.
Od marca 1986 do 2007 roku prowadziła program telewizyjny Retro będący przeglądem klasycznych filmów azerbejdżańskich i zagranicznych, a potem Kinoshtrikh. Napisała 5 książek w tym autobiograficzną Ölümdən sonra xoşbəxt idim (Byłam szczęśliwa po śmierci) oraz Azərbaycan kinosunda feminizm, ABŞ kinosu: 1895-1945-ci illər, Amerika kino tarixi. W 2017 roku zagrała w serialu telewizyjnym Ata ocağı. Ponieważ serial spotkał się z zainteresowaniem widzów, nakręcono kolejne sezony. Zdjęcia do czwartego zaplanowano w 2020 roku.
Pracuje jako wykładowca na Azərbaycan Dövlət Mədəniyyət və İncəsənət Universiteti (Uniwersytecie Kultury i Sztuki). W 2020 roku otrzymała tytuł profesora.

## Nagrody i odznaczenia
- 1988: tytuł Honorowego Artysty Azerbejdżańskiej SRR[5]
- 2005: Artystka Ludowa Azerbejdżanu[5]